# James Mackintosh
James Mackintosh (Aldourie, 1765 – Londra, 1832) è stato uno storico scozzese.
Allievo di Adam Smith, nel 1791 scrisse le Vindiciae Gallicae, o difesa della Rivoluzione francese. Segretario degli Amici del popolo, nel 1799 tenne lezioni al Lincoln's Inn e fu giudice a Bombay fino al 1811.
Dal 1818 al 1824 insegnò diritto ad Haileybury e dal 1830 fu membro del Board of control.